# Viva Hate
Viva Hate (в переводе с англ. «Да здравствует ненависть») — дебютный студийный альбом Моррисси, выпущенный 22 марта 1988 года. Альбом занял первое место в чарт-листе Великобритании, 20-е в Норвегии и 48-е в США.

## Об альбоме
Этот альбом является стартовым в карьере Моррисси. В альбоме использовался собственный лирический стиль автора с сохранением звучания поздних The Smiths. Журнал Q включил его в список 50 лучших альбомов 1988 года. Изначально альбом должен был называться Education in Reverse, но позже название было изменено. В новом названии отражены чувства Моррисси после распада The Smiths. Часть пластинок в Австралии и Новой Зеландии была выпущена под первоначальным названием.
Диск был выпущен через полгода после выхода последнего альбома The Smiths — Strangeways, Here We Come. Продюсером альбома стал Стивен Стрит, автором большинства аранжировок выступил Вини Райлли из The Durutti Column. Оригинальный стиль Райлли отражается во всех композициях альбома, особенно в таких треках, как «Late Night, Maudlin Street» и «Bengali In Platforms». Запись остаётся одной из наиболее известных среди его альбомов и была удостоена золотой награды от RIAA 16 ноября 1993 года.

## Список композиций
Слова и музыка всех песен — Моррисси и Стивен Стрит.
| №                   | Название                                 | Длительность |
| ------------------- | ---------------------------------------- | ------------ |
| 1.                  | «Alsatian Cousin»                        | 3:13         |
| 2.                  | «Little Man, What Now?»                  | 1:48         |
| 3.                  | «Everyday Is Like Sunday»                | 3:32         |
| 4.                  | «Bengali in Platforms»                   | 3:55         |
| 5.                  | «Angel, Angel, Down We Go Together»      | 1:40         |
| 6.                  | «Late Night, Maudlin Street»             | 7:40         |
| 7.                  | «Suedehead»                              | 3:56         |
| 8.                  | «Break Up the Family»                    | 3:55         |
| 9.                  | «Hairdresser on Fire» (бонус-трек в США) | 3:51         |
| 10.                 | «The Ordinary Boys»                      | 3:10         |
| 11.                 | «I Don't Mind if You Forget Me»          | 3:17         |
| 12.                 | «Dial-a-Cliché»                          | 2:28         |
| 13.                 | «Margaret on the Guillotine»             | 3:42         |
| Общая длительность: | Общая длительность:                      | 46:09        |

## Международные издания
Американский релиз включал в себя песню («Hairdresser on Fire» — 3:50), которая была выпущена в Великобритании на второй стороне винила к альбому «Suedehead». Этот же трек был выпущен на сингле формата 7'', который продавался вместе с альбомом в Японии.

## Специальное издание
В 1997 году EMI в честь празднования своего 100-летия выпустила специальное издание альбома в Великобритании. Оно отличалось обложкой, буклетом (в нём были фотографии билборда для Beethoven Was Deaf и тексты песен) и наличием дополнительных 8 бонус-треков, только один из которых был выпущен одновременно с альбомом. «Hairdresser on Fire» не попала в это издание, несмотря на то, что изначально она была включена в североамериканскую версию альбома в качестве бонус-трека. Дополнительные песни:
- «Let the Right One Slip In»
- «Pashernate Love»
- «At Amber»
- «Disappointed» (Live)
- «Girl Least Likely to»
- «I’d Love to»
- «Michael’s Bones»
- «I’ve Changed My Plea to Guilty»

В дополнение к бонус-трекам альбом был переобработан.

## Участники записи
- Моррисси — вокал, оформление
- Стивен Стрит — бас, гитара
- Вини Райлли — гитара, клавишные
- Эндрю Пареси — ударные
- Стив Лиллиуайт — продюсер
- Алан Уинстэнли — продюсер
- Ричард Костер — скрипка
- Фенелла Бартон — скрипка
- Рэйчел Магуайр — виолончель
- Марк Дейвис — виолончель
- Роберт Вулхард — виолончель
- Джон Меткалф — альт
- Стив Уильямс — инженерная помощь
- Антон Корбийн — фотография
- Линдер Стерлинг — фотография
- Eamon Macabe — фотография
- Джо Сли — художественный координатор
- Кэрин Гоф — помощь в компоновке